# Raderstoomboot

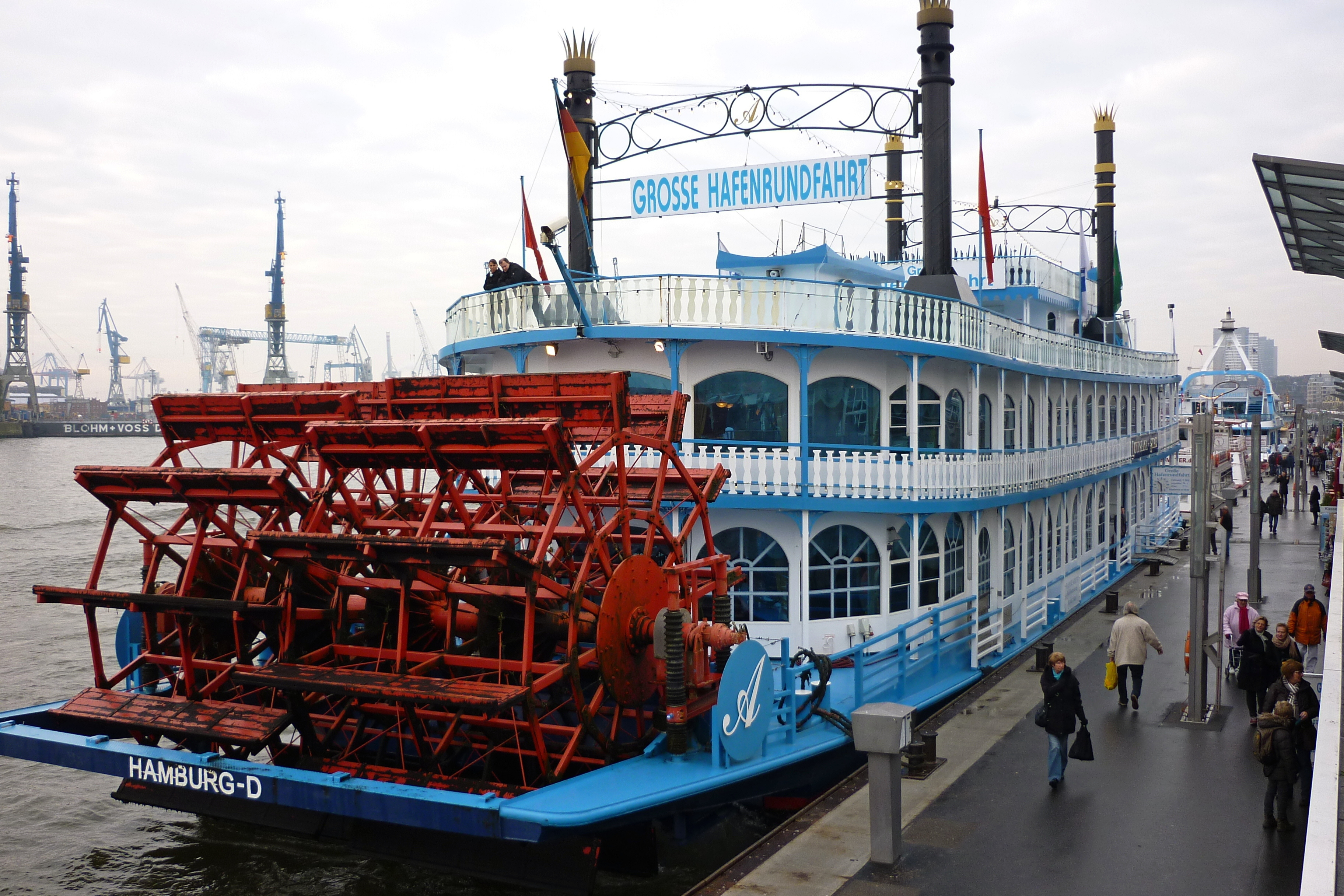
Raderboot in de haven van Hamburg

Een raderstoomboot of raderboot is een scheepstype dat wordt voortbewogen door een schoeprad.
Raderboten zijn aan in het begin van de 19e eeuw ontstaan door de opkomst van de stoommachine. Er zijn twee uitvoeringen: de ene uitvoering heeft midscheeps aan bakboord en stuurboord een schoepenrad; de andere uitvoering, hekwieler genaamd, heeft een enkel schoepenrad aan de achterzijde. Amerikaanse raderboten zijn meestal hekwielers; Europese hebben meestal twee schoepenraderen aan weerszijden.
In tegenstelling tot de scheepsschroef belemmeren raderen de ruimte om af te meren, te laden en te lossen, waardoor dit scheepstype in onbruik is geraakt. Ook zijn raderboten minder geschikt voor open zee. Doordat de raderen door golfslag wisselend dieper, dan wel minder diep in het water liggen, krijgt een raderboot met twee raderen op zee een waggelende koers, terwijl hekwielers zich er schokkerig voortbewegen. 
Scheepsschroeven zijn ook efficiënter, vooral bij hogere snelheid. In ondiep water met zandbanken, zoals op de Mississippi, is een schroef echter kwetsbaarder dan een schoepenrad.
Vanuit Rotterdam vaart Raderstoomboot De Majesteit,  een stoomschip uit 1926 met twee schoepraderen. Het is de enige raderboot in Nederland die nog op stoom vaart.

## Trivia
Het nummer Proud Mary van Creedence Clearwater Revival gaat over een raderstoomboot.

## Galerij

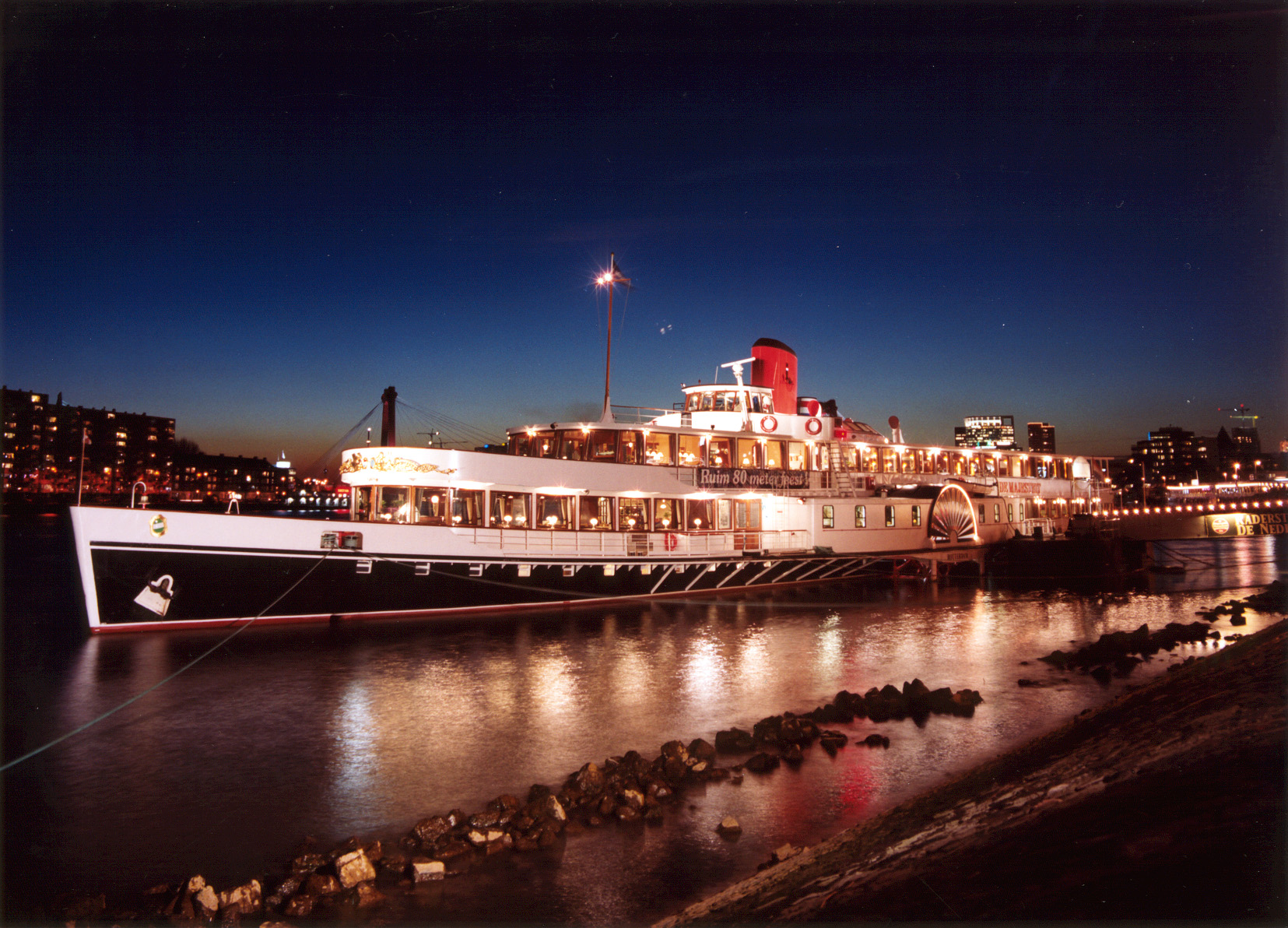
Raderstoomboot De Majesteit, Rotterdam
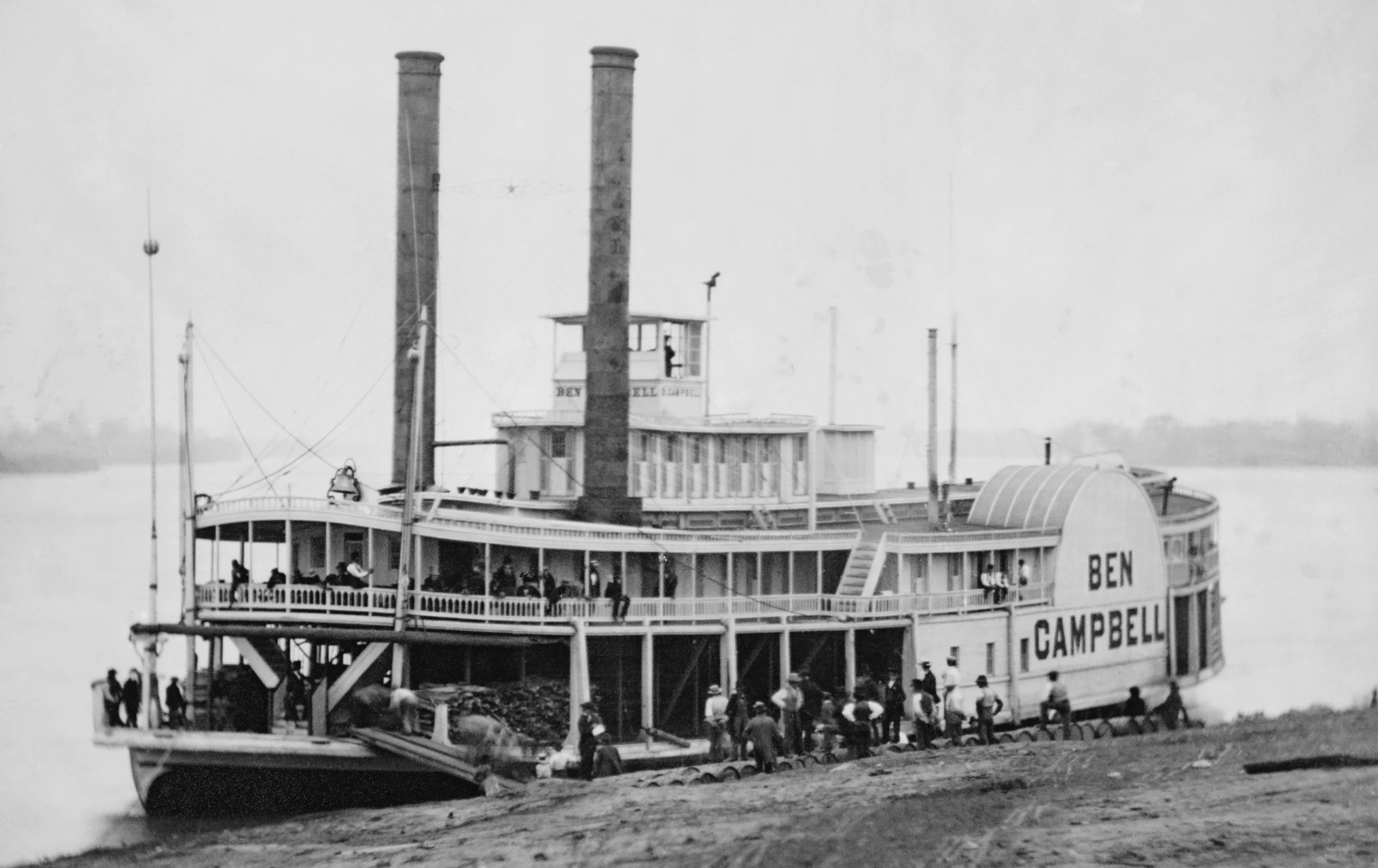
Raderstoomboot met twee zijdelings geplaatste schoepenraderen
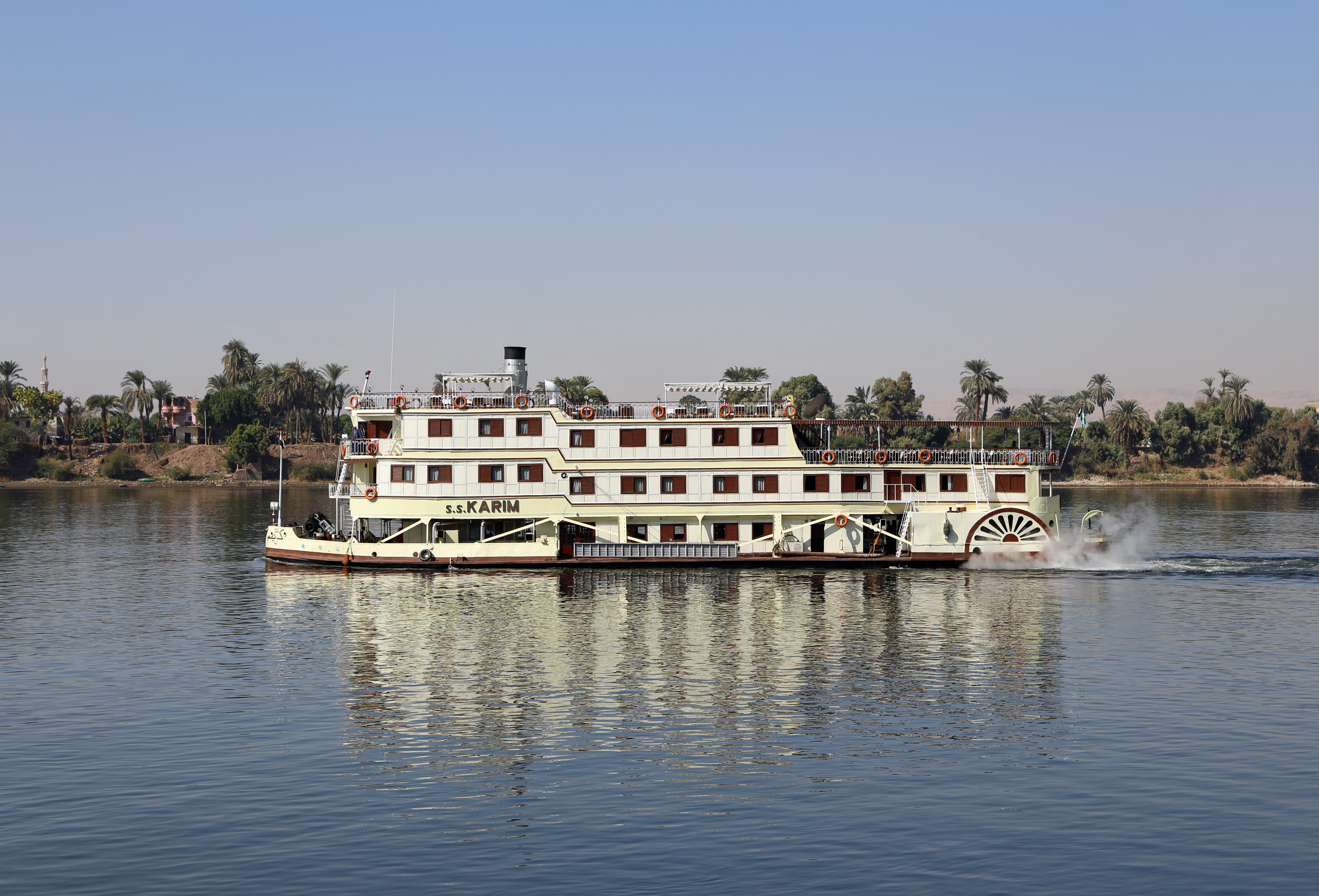
Raderstoomboot Karim uit 1917, op de Nijl bij Luxor (Egypte)
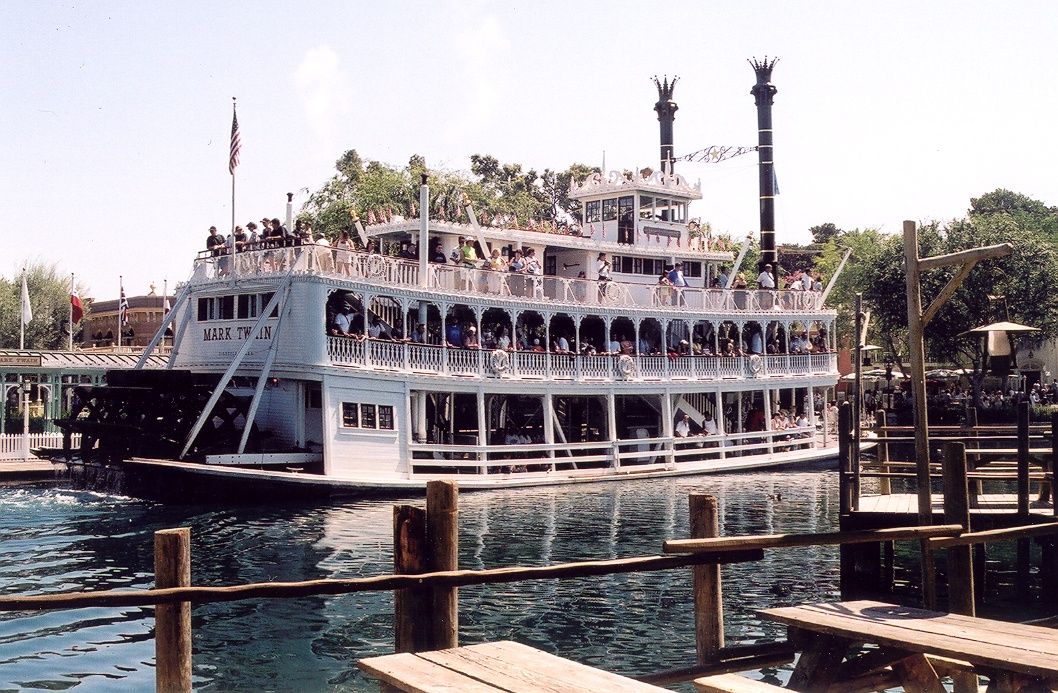
Raderboot in Disneyland, Anaheim
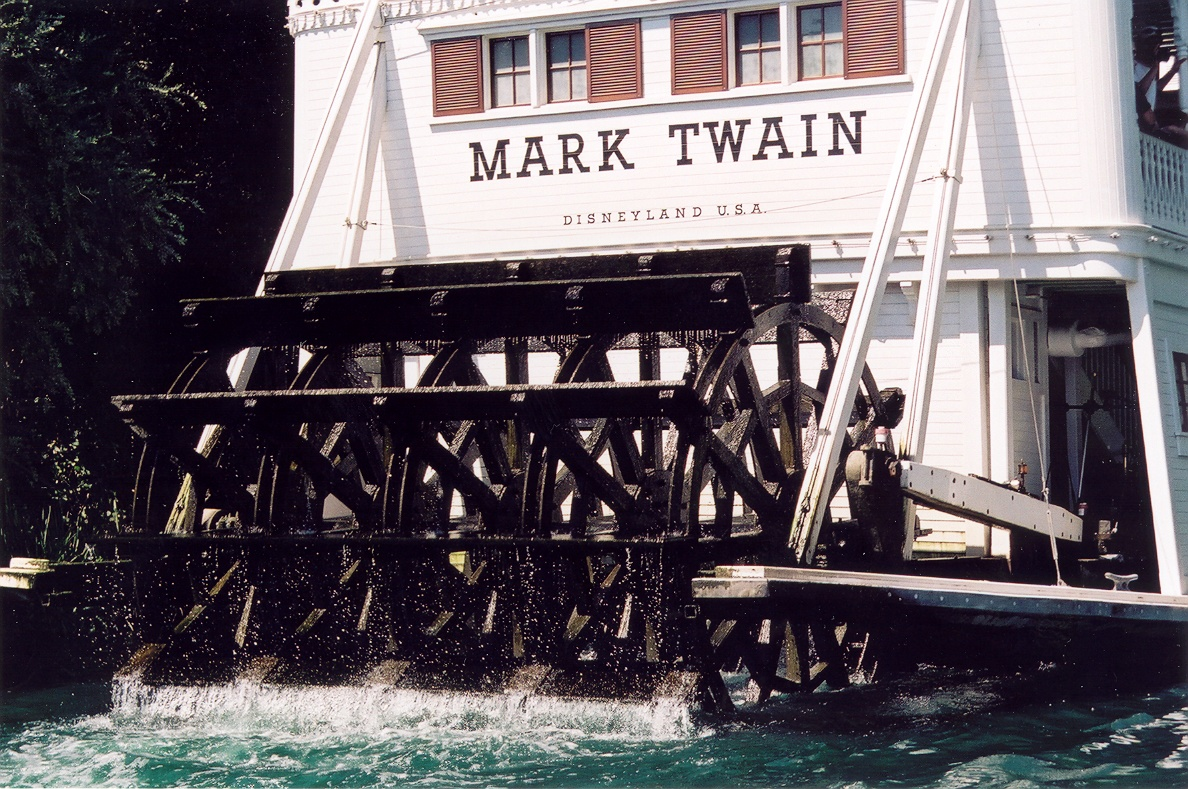
Close-up van het grote schoepenrad aan de achterzijde
- Bouw, stapelloop en proefvaart van raderstoom- en sleepboot Bern in 1923